# Michael Jurack
Michael Jurack, född den 14 februari 1979 i Straubing, Tyskland, är en tysk judoutövare.
Han tog OS-brons i herrarnas halv tungvikt i samband med de olympiska judotävlingarna 2004 i Aten.